# Erik O. Jonson
Erik Oscar Jonsson, född 9 februari 1889 i Stockholm, död där 11 februari 1958, var en svensk författare, filosof, dekorationsmålare och teaterproducent.
Erik Jonsson var son till bagaren Oscar Alexander Jonsson. Efter mogenhetsexamen vid Stockholms samgymnasium 1908 blev han student vid Uppsala universitet där han studerade filosofi och 1918 avlade en filosofie kandidat och 1920 en filosofie licentiatexamen. 1921-1922 var Erik Jonsson ordförande i Uppsala studentkår och 1921-1922 för Sveriges förenade studentkårer. Han disputerade 1924 med en avhandling om Kants värdeteoretiska ståndpunkt, och var efter doktorsexamen 1924-1945 docent i praktisk filosofi vid Uppsala universitet. Jonsson var högt skattad av sin lärare Axel Hägerström, och uppehöll kortare tider professuren i praktisk filosofi. Då professuren efter Axel Hägerströms avgång drogs in blev Jonsson som sett sig som dennes efterträdare mycket upprörd. 1945 lämnade han universitetsposten men fortsatte att ge ut böcker om filosofi. 
Erik Jonsson var även verksam inom andra områden. han var under studietiden stormästare i Juvenalorden, satte upp teaterpjäser, regisserade spex och ledde turnéer. Han deltog på 1930-talet i en tävling om utformningen av Malmö stadsteater, var teaterkritiker och några stockholmstidningar och anlitades av Gösta Ekman den äldre som dekorationsmålare under den tid han drev Konserthusteatern. Han skrev även artiklar med skildringar av Stockholms skärgård, även en del historiska skildringar bland annat om rysshärjningarna 1719.